# 国際バカロレア
国際バカロレア（こくさいバカロレア、英: International Baccalaureate）とは、1968年にスイスのジュネーブで設立された非営利団体。同団体による大学入学資格試験、教育プログラムも指す。

## 概要
国際バカロレア（IB）は当初、世界各国から人が集まる国際的な機関や外交官の子供が母国での大学進学のため、様々な国の大学入試制度に対応し、1つの国の制度や内容に偏らない世界共通の大学入学資格および成績証明書を与えるプログラムとして開発された。その目的を、より良い平和な世界を築くために貢献する人材育成としており、その教育プログラムの特徴として「全人教育」を掲げている。
国際バカロレアの教育方針として、理想の学習者像が挙げられる。理想の学習者像には、探究する人、知識のある人、考える人、コミュニケーションが出来る人、信念を持つ人、心を開く人、思いやりのある人、挑戦する人、バランスの取れた人、振り返りができる人の10個がある。
2023年1月現在で、世界159以上の国や地域で、約5600校の学校で提供されている。学校・プログラム単位で数えた日本国内の国際バカロレア認定校は159校。

## 教程
国際バカロレアでは、3歳から19歳までの総合的な教育プログラムを開発・提供しており、初等中等教育課程で成長段階や進路に合わせた4つのプログラム (PYP, MYP, DP, CP) が提供されている。
日本でいう高校に当たるDPプログラムを修了した生徒が世界統一の卒業試験を受け、一定の成績を取ることで、国際バカロレア機構から大学進学のための国際バカロレアの修了資格（成績証明書）が授与される。
なお、PYPとMYPでは言語の制限はなく、国際バカロレア機構から母国語での提供を推奨されている。CPとは高校卒業後に大学進学を希望しない生徒を対象としており、就職や専門学校へ行くことを目指したキャリア関連プログラムである。

### PYP
Primary Years Programmeの略。3歳から12歳までを対象とした教程。探究する人としての基礎教育、そのために必要な知力、体力、精神力のバランスが取れた人間になることを目指す教程。国際バカロレアの入り口となる教程であり、日本の小学校同様の基礎学力を身に付ける。日本でいうところの幼稚園・小学校級の教程であり、幼稚園もしくは小学校のみでの導入も可能である。
プログラムの内容は6つのテーマを柱とした教科融合型の教育となっている。国際バカロレア機構が定めた公式教授言語はなく、母国語で学ぶことができる。2015年11月現在で、PYPを提供している学校は、世界で1327校、日本では19校となっている。

### MYP
Middle Years Programmeの略。11歳から16歳までを対象とした5年間の教程。
教科を学びながら、実社会とのつながりを理解し、分析し、省察して考える人間になることを目指す教程。日本の学校でいうと、小学校6年から高校1年までの5年間を対象として教程。学校によって4年間での運用も可能である。（例：中学3年間＋高校1年間）
5つのテーマを柱として8つの教科を学ぶ。PYPと同様に母国語で学ぶことができる。大学入学準備コースであるDPの基礎学習として位置づけであり、DPコースへ進むためのスキル獲得期間として重要である。2015年11月現在で、MYPを提供している学校は、世界で1225校、日本では9校となっている。

### DP
Diploma Programmeの略。16歳から19歳までを対象とした2年間の教程。大学受験やその先の人生を見据え、強みや個性を明確にして、自らが進む道を見極められる人間になることを目指す教程。日本の学校でいうと、高校2、3年の2年間を対象とした教程で、いわゆる大学入学準備コース。
DPでは、MYPよりさらに日本の高校教育に近い枠組みになっている。6つの教科グループから1科目ずつ選択し、また、科目の等級 (Higher Level, Standard Level) を選ぶ。6つの選択教科のほかに、課題論文（略称：EE）、知の理論（略称：TOK）、課外活動（略称：CAS）を取る必要がある。
国際バカロレアと日本国内の学習指導要領の双方を無理なく履修できるようにする特例措置が2015年8月19日付で公布・施行された。これにより以前より課題であった国際バカロレア授業の単位認定の拡大や英語による指導が可能となりIBと日本の高校卒業資格の双方を取得できるようになった。
DPでは、高校3年生のときに世界統一の最終試験を受ける。なお、日本語DPを受ける生徒の場合は11月に日本語で試験を受ける。
選択科目による内部評価と最終試験による外部評価によってスコアが算出され、合計45点満点中、原則として24点以上で、国際バカロレアの修了資格（成績証明書）が授与される。点数配分は6つの選択科目は各7点満点、EE・TOKで3点となっている。CASは点数化されないが、活動によってCASの要件を満たす必要がある。
各教科で2点未満は不合格とみなされ、1教科でも不合格をとると国際バカロレアの修了資格は授与されない。世界全体での国際バカロレアの修了資格の取得率は8割程度。ただし、教科ごとの修了書は授与され、アメリカなどの大学によっては、教科の点数が重要視されることもあり、特定の教科のみ国際バカロレアを取る生徒も多い。なお、最終試験に不合格となった場合でも、19歳になるまで再試験を受験することができる。
2015年11月現在で、DPを提供している学校は、世界で2927校、日本では26校となっている。

#### 日本語DP
日本語と英語によるデュアルランゲージ・ディプロマプログラムの略。当初は、ディプロマプログラムは英語、スペイン語、フランス語が公式教授言語として定められていたが、近年、導入している国に合わせて他の言語でも学べるような動きが活発となっている。世界で最初に認められたのはドイツ語。母国のことを深く母国語で学び、公用語でコミュニケーションを取れるようにするというのがデュアルランゲージ・ディプロマプログラムの主旨。日本では、2013年に文部科学省と国際バカロレア機構 (IBO) との合意により、IBディプロマ・プログラムの一部科目の授業と試験・評価を日本語で実施する「日本語と英語によるデュアルランゲージ・ディプロマ・プログラム」（日本語DP）を導入。これにより従来、英語等でしか実施されてこなかったIBディプロマ・プログラムについて、日本語での指導・評価が可能となるなど、日本国内の高等学校・中等教育学校等においてその導入を進める条件整備が進められた。東京学芸大学附属国際中等教育学校は2016年4月より「デュアルランゲージDPコース」を開設して授業を開始。
日本語DPを受ける生徒の場合、6つの選択教科のうち、外国語（英語）ともう1教科を英語で受ける必要があり、残りの4教科およびEE・TOK・CASを日本語で受ける。

#### バイリンガル・ディプロマ
日本語と英語双方を（外国語としての英語ではなく）母国語として修得するか、外国語で選択する科目を数学や芸術ではなく、社会や理科にして修得した生徒はバイリンガル・ディプロマとして認定される。
グローバルIBフィルムフェスト
国際バカロレア所属学生による自主制作短編映画コンテストである。
2023年　キム・エリッサ・デ・マルキ　（アムステルダムインターナショナルスクール）による『ドレスが破れてしまった』最優秀作品賞
　　　　　上見隆誠　（AICJ高等学校（広島））による『夢』最優秀演出賞
　　　　　アレクサンダー・ウィリアムズ（AICJ高等学校（広島））による『花』最優秀実験映画賞

## 大学進学
日本では、1979年から、国際バカロレアの修了資格を取得した18歳の生徒を高校卒業した生徒と同等以上の学力を有していると認められていたが、2019年より年齢制限なく大学入試の受験資格が認められている
。
近年、国際バカロレアのスコアを用いた特別入試（国際バカロレア入試）を導入する大学が増えており、国公立大学では、筑波大学と岡山大学が先んじて全学部で国際バカロレア入試を導入しており、2015年11月現在で、17校で国際バカロレア入試が実施。25校で国際バカロレア入試の導入が検討されている。また、国立大学協会が2015年9月に発表したアクションプランには、入試改革として、推薦入試・AO入試・国際バカロレア入試等の拡大が掲げられており、2021年までに定員の30％を目標とすることが定められた。
アメリカ、イギリス、カナダといった国の多くの大学ではDPを卒業した生徒で、選択していた科目をHL（ハイヤーレベル）で修了し、さらにその成績が6以上の場合、大学初年度でその学科を受講しなくても単位を無条件で与えられる所がある。例えばカナダの名門大学・ブリティッシュコロンビア大学では数学の「数学HL」で6を取った場合、大学1年目では数学の授業に出る必要はなく、またその授業料を支払う必要もない。しかし、この成績は大学によって変わるため、確認することが必要である。
国際バカロレア資格を使う受験者の多くは、大学進学の前にプレディクティド・グレード（英: predicted grade, 予想スコア）を学校の各科目の教師から受け取り、希望する大学に送る。アメリカの場合であれば、同時にSATやACTといった、外部の試験を受けなくてはいけない。また、多くの大学は英語を第一言語としない生徒や、DP課程で英語を「英語B」で習得している生徒に TOEFL のスコアを要求する。そして、そのプレディクティド・グレードと他のテストのスコアで内定する。
内定にも2つあり、内定がプレディクティド・グレードとSAT等のスコアで十分と見なされ確実となるもの、もしくは最終試験（英: IB examination）後に発表される修了資格によって合否を左右されるもの｝（英: conditional）がある。日本の大学を受験するためには、このプレディクティド・グレードを送る他に、卒業後に各大学の試験を受けることもできる。その場合は修了資格が授与されていることが条件である。

## 日本での展開
2013年5月の教育再生実行会議第3次提言に、日本語DPの開発・導入を進めることで大幅な増加（200校）を目指すことが記載されている。また、6月には、経団連が、国際バカロレアをグローバル人材の育成に有効な手段と評価した声明を発表したほか、政府が日本再興戦略の中で、国際バカロレア認定校等を2018年までに200校とすることを閣議決定した。国際バカロレアのアジアパシフィックに坪谷ニュウェル郁子氏が委員として就任した。東京学芸大学が中心となり国際バカロレア・デュアルランゲージ・ディプロマ連絡協議会が2013年5月に発足。2015年10月に文部科学省が認定に向けた初の手引書を作成しHPにて公表した。

## 問題点
一般的に広く知られるカリキュラムであり、世界的に評価されているものである。しかし、豊富な科目数や科目間での難易度の差においての問題点を指摘する声もある。例えば、科学で選択する科目は物理、化学、生物環境情報があるが、物理学の上級コース、物理HLの合格率は、他のクラスと比べて低い。数学には4つのクラスが存在し、難易度的に上から上級数学（学校によっては選択不可）、数学HL、数学SL、そして数学演習とある。学部にもよるが、一般的に大学は数学SLまでの就学を入学の必須条件としている。しかし、数学SLと数学HLでは修了成績に大きく差があり、数学HLで落第点（3以下）を取っていた生徒が、数学SLで最高得点 (7) を取ることも少なくない。こうした選択科目間にある難易度の差、そして同学科においてもレベルによっての差によって、選択する科目によって生徒の成績は大きく変動するとみている。
- 教員に対してIB専門の指導教育が必要で、学校と教員の負担が大きい。
- 最終試験料や認定料がかかるため、学内にIBコースを併設する学校ではIBコースが高額な場合がある。
- 政府は2018年までに200校の目標を掲げていたが数十校にとどまっていた。
- 2023年3月31日時点の国際バカロレア認定校等数は207校（プログラム別で数えたのべ学校数）[14]。
- 一条校以外では教材の指定がなく、多くが教員の裁量に任されているため、学校ごとの授業の質が大きく異なる懸念がある。